# Euphorbia clava
Euphorbia clava là một loài thực vật có hoa trong họ Đại kích. Loài này được Jacq. mô tả khoa học đầu tiên năm 1784.

## Hình ảnh

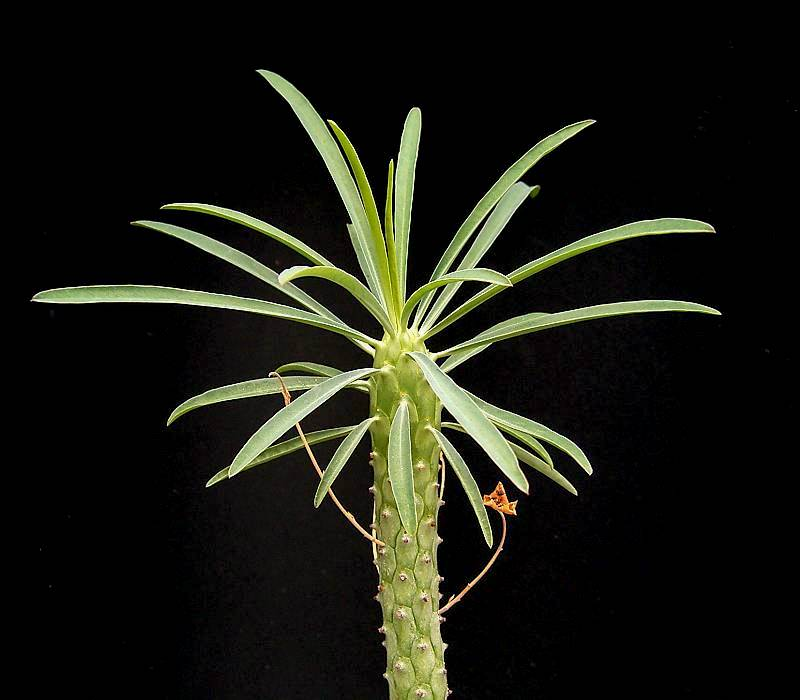
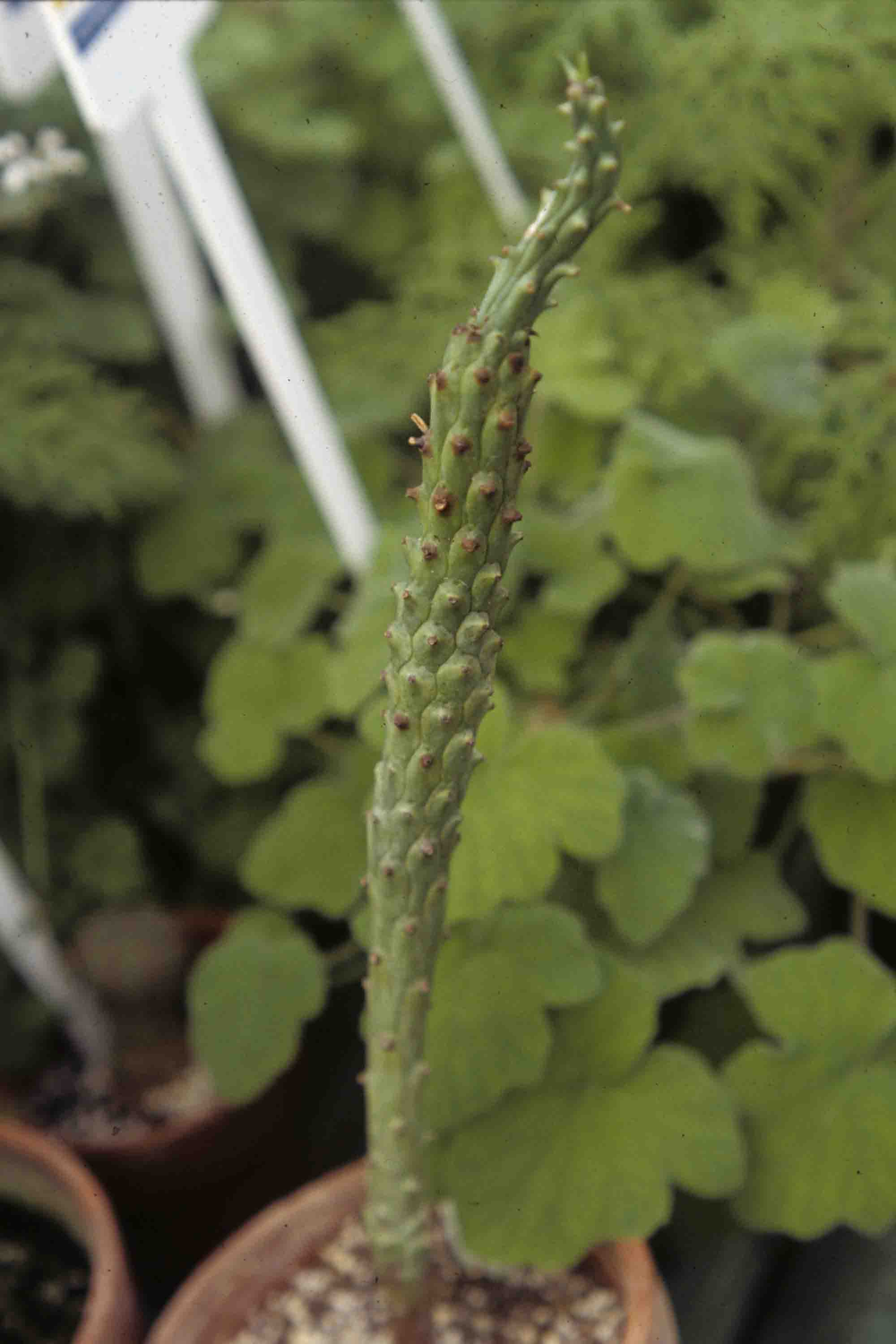